# Prochoreutis solaris
Prochoreutis solaris is een vlinder uit de familie glittermotten (Choreutidae). De wetenschappelijke naam is voor het eerst geldig gepubliceerd in 1877 door Erschoff.
De soort komt voor in Europa.